# Zdiměřice (Jesenice)
Zdiměřice je vesnice ležící ve Středočeském kraji, v okrese Praha-západ, součást města Jesenice. Leží od něho přibližně 1 km na severovýchod.
Díky blízkosti Prahy a územnímu plánu města Jesenice jsou Zdiměřice jedním z nejrychleji se rozvíjejících sídel v okolí hlavního města. Původní část situovaná podél Jesenického potoka se po roce 2003 rozrostla nejprve na jih, po roce 2006 i na západ a sever, čímž došlo minimálně k desetinásobnému nárůstu místní populace. Růst obyvatel stále pokračuje s další výstavbou domů.

## Název
Název obce se v čase postupně vyvíjel až do dnešní podoby Zdiměřice. Doklad z roku 1318 zmiňuje obec pod názvem Stimiricich, v roce 1363 se pak používal název Stymirzice. Pramen z roku 1695 pak uvádí název Lstimeritz. Později se používá Štiměřice. Je možné, že obec možná původně jmenovala Čstiměřice. Jak ale vznikl původní název obce zůstává nejasné.

## Historie
První zmínka o obci Zdiměřice pochází z roku 1363, kdy byla obec společně se Zvolí a Ohrobcem prodána Volflinem Meinhardovým, tehdejším novoměmstským rychtářem, zbraslavskému klášteru za 1350 kop grošů. V té době se v obci nacházela tvrz svobodného zemana Slavibora a v okolí obce se nacházel les. V roce 1407 vyznal Bedřich, tehdejší opat zbraslavského kláštera, že se souhlasem celého konventu byly Zdiměřice postoupeny klášternímu podsklepníkovi. V roce 1420 byla obec zabrána Novoměstskými. V průběhu 16. století přešla obec společně s Vestcem, Jesenicí, Horními a Dolními Jirčany a Štědříkem do majetku purkrabství na Pražském hradě. Roku 1594 koupil celé toto území Kryštof Želinský ze Sebuzína, který měl sídlo na zámku v Dolních Břežanech. Tím se Zdiměřice staly na několik století součástí panství Dolních Břežan, které existovalo až do roku 1715, kdy se stalo majetkem Pražského arcibiskupství. V roce 1626 byly Zdiměřice společně s Dolnobřežanským panstvím postoupena Polyxeně Donínové z Hrušova, tetě předchozích majitelů. Od ní koupil panství Pavel Michna z Vacínova, v jehož rodině bylo panství následně až do roku 1673, kdy bylo prodáno hraběti ze Sienzendorfu Jiříku Ludvíkovi. Panství bylo obratem prodáno hraběti z Trautmansdorfu Janu Fridrichovi, jehož nejmladší syn se pak v roce 1696 ujal jeho správy až do roku 1715, kdy byl dvůr prodán. Během třicetileté války byla ves poničena, konkrétně v roce 1654.
Na počátku 18. století bylo ve Zdiměřicích 6 polosedláků a 6 chalupníků. V roce 1816 vykonával ve Zdiměřicích funkci rychtáře Vojtěch Kulhavý. Na konci 19. století ve Zdiměřicích byla hospoda,majitelem byl po otci p. Skružný následně jeho zeť, pan Burda. Minimálně od roku 1833 se uprostřed obce musel nacházet rybník (Dolejší).

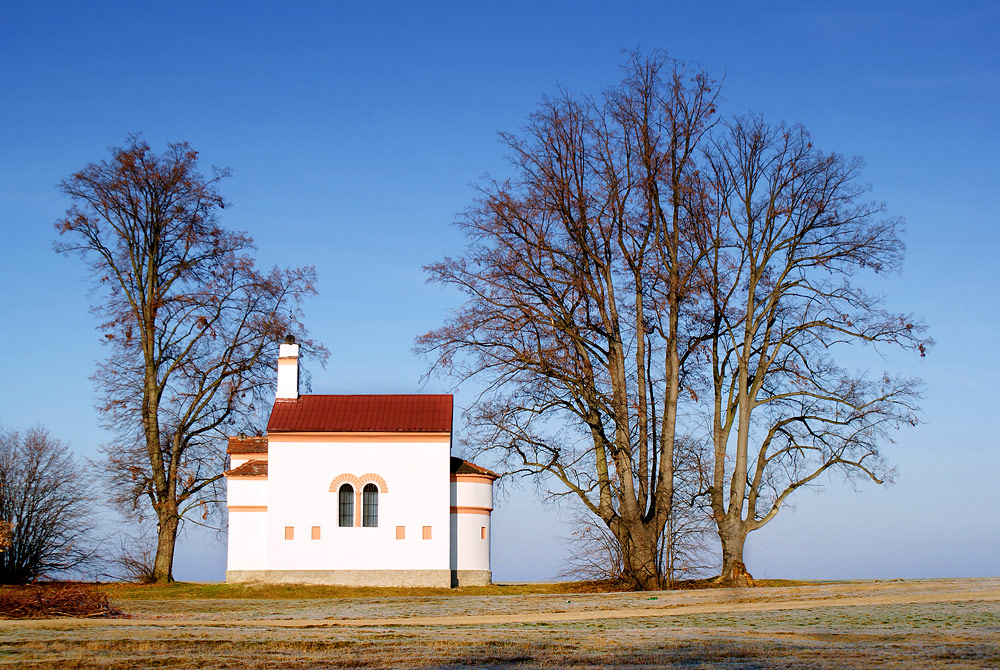
Kaple Jména Panny Marie na okraji Zdiměřic, u Průhonické obory

V roce 1906 byla zahájena stavba silnice procházející skrze Vestec a spojující Šátalku se Zdiměřicemi. Ve 20. letech 20. století byl na území Zdiměřic v provozu lom, ze kterého byl využíván kamen na stavbu silnice z Jesenice do Zlatník. Během druhé světové války na polích v okolí obce přistálo nouzově spojenecké letadlo. Na počátku 80. let 20. století bylo v obci zprovozněno veřejné osvětlení. Roku 1988 činila katastrální rozloha obce 357 ha. Zdiměřické děti chodily do spádové dvoutřídé školy v Osnici. Nejpozději od r. 1970 dojížděly děti do staré ZŠ v Jesenici a následně na druhý stupeň do Kunratic,
jmenovitě Habětín, Zápotocký, Veselá atd. [nedostupný zdroj]
Na počátku 20. století se severně od obce nacházel malý lom na kámen, který se využíval na stavbu některých přilehlých komunikací. Lom byl postupně opuštěn a následně zaplaven spodní vodou. V současnosti je oblast bývalého lomu chráněna jako významný krajinný prvek.

### Sloučení s Jesenicí
Poprvé se Zdiměřice staly součástí Jesenice v roce 1848, když došlo ke spojení obou obcí.[zdroj⁠?!] Nicméně tento svazek skončil 5. října 1919. Tehdy rezidenti Zdiměřic podali žádost zastupitelům Jesenice o odtržení své obce ze svazku. Zastupitelé Jesenice návrh na odtržení odsouhlasili. Nicméně samostatnými se Zdiměřice staly až 2. srpna 1922 poté, co žádost oficiálně schválilo tehdejší ministerstvo vnitra. V říjnu téhož roku pak proběhly volby do místního zastupitelstva. Zdiměřice se staly opětovně součástí města Jesenice v roce 1976.

## Obyvatelstvo

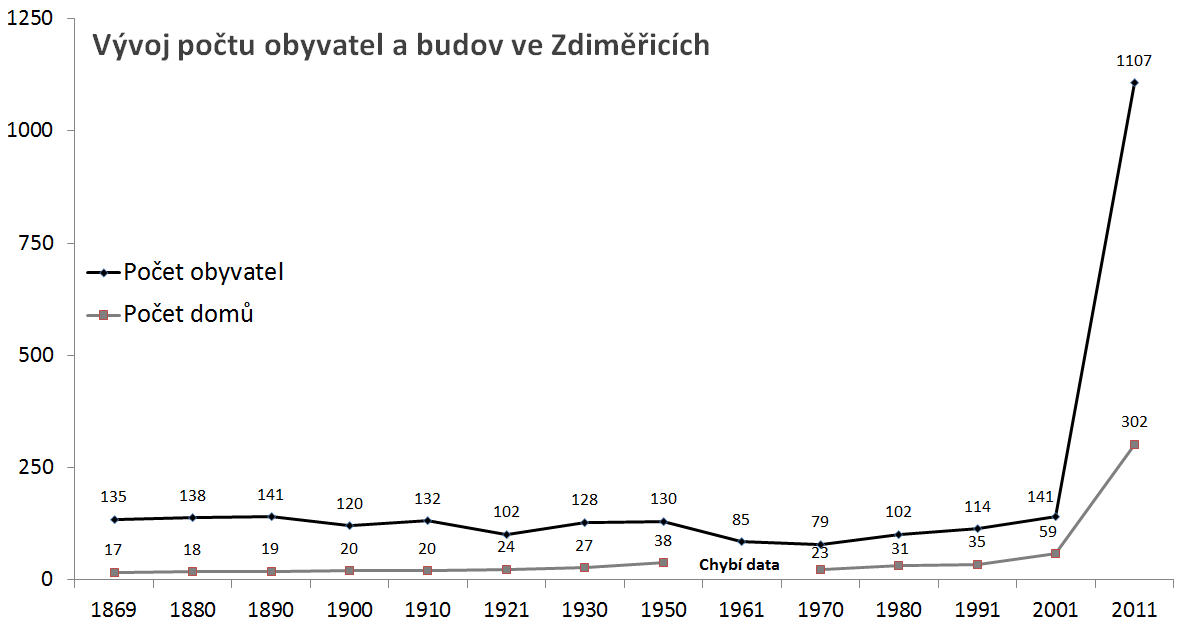
Vývoj počtu obyvatel ve Zdiměřicích mezi lety 1869 až 2011

Zdiměřice bývaly dlouhodobě malou vesnicí, což se změnilo až po roce 2003, kdy v obci proběhla masivní výstavba rezidenčních domů a bytů. Jaroslav Schaller ve své knize Topographie des Königreichs Böhmen: Th. Kauržimer Kreis (Topografie království českého: Kouřimský kraj) z roku 1788 uvádí, že Zdiměřice tvořily tehdy 11 domů. Kronika města Jesenice uvádí, že na konci roku 2000 žilo ve Zdiměřicích 98 obyvatel. Podle sčítání lidu v roce 2001 žilo v Zdiměřicích 102 obyvatel; v současnosti (2016) je však jejich počet mnohonásobně vyšší a pohybuje se vysoko nad 1000 obyvatel. Počet obyvatel ke všemu dále narůstá. Jak ukazuje analýza věkového průměru obyvatelstva, tento přírůstek je většinou způsoben stěhováním celých rodin s dětmi.
Z důvodu rapidního zvýšení počtu obyvatel v této oblasti a s tím spojeného přetěžování místních komunikací je plánována výstavba Vestecké spojky. Ta bude sloužit jako obchvat několika městských částí a zvýší se díky ní rychlost a plynulost dopravy.

## Pamětihodnosti
Východně od obce směrem na Průhonickou oboru se nachází Kaple Jména Panny Marie z roku 1818.
Na rozcestí před obcí ve směru od Hrnčíř stávala až do roku 1985 památkově chráněná barokní boží muka, která byla zničena během autonehody a jejich zbytky následně vyhozeny místními pracovníky JZD na skládku. Jednalo se o pískovcový sloup posazený na kvádrové desce. Na vrcholku sloupu byla nasazena hlavice s prázdnými výklenky a dvojitým křížem.

## Školství

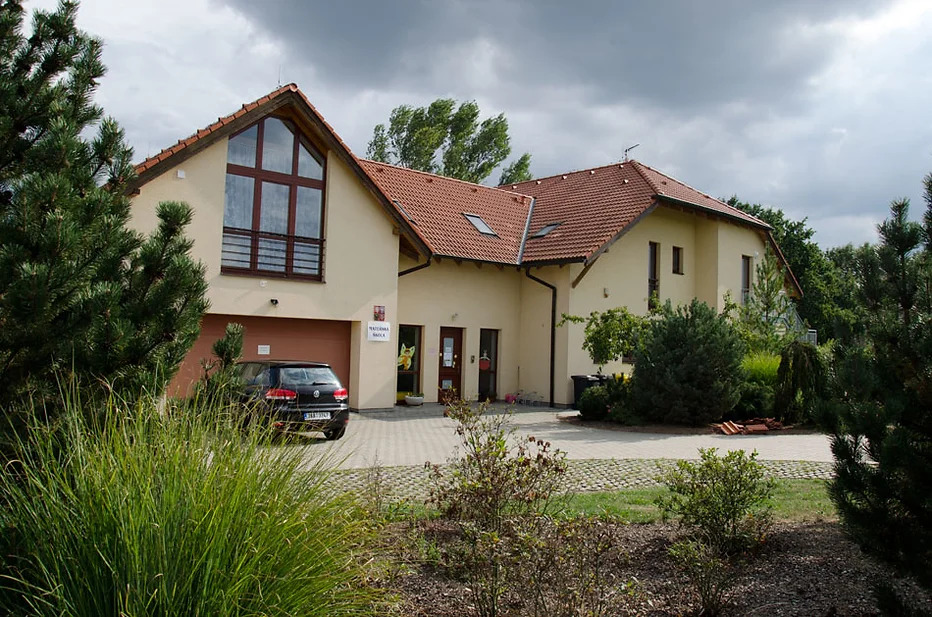
Mateřská škola Kamarád

### Mateřská škola
Mateřská škola Kamarád má sídlo v ulici Vestecká 1300. Na začátku září 2012 byla zahájena vlastní montovaná stavba. Dne 6. 11. 2012 byla zapsána nová příspěvková organizace obce Jesenice pod názvem Mateřská škola KAMARÁD. Dvacet dní poté byla MŠ otevřena s kapacitou pro 56 dětí. O dva týdny později bylo dále otevřeno odloučené pracoviště mateřské školy ve Zdiměřicích, v ulici Ke Kapli 188. Odloučené pracoviště ve Zdiměřicích funguje v prostorách vily uprostřed zahrady a může ho navštěvovat až 53 dětí.

### Základní škola
Od roku 2022 Zdiměřice disponují základní školou s kapacitou 18 tříd, tj. pro 540 žáků. Jednotlivé objekty areálu jsou rozvrženy do čtyř vzájemně propojených celků – část učeben, vedení školy a vstupní hala, stravování a tělovýchova.

## Další fotografie

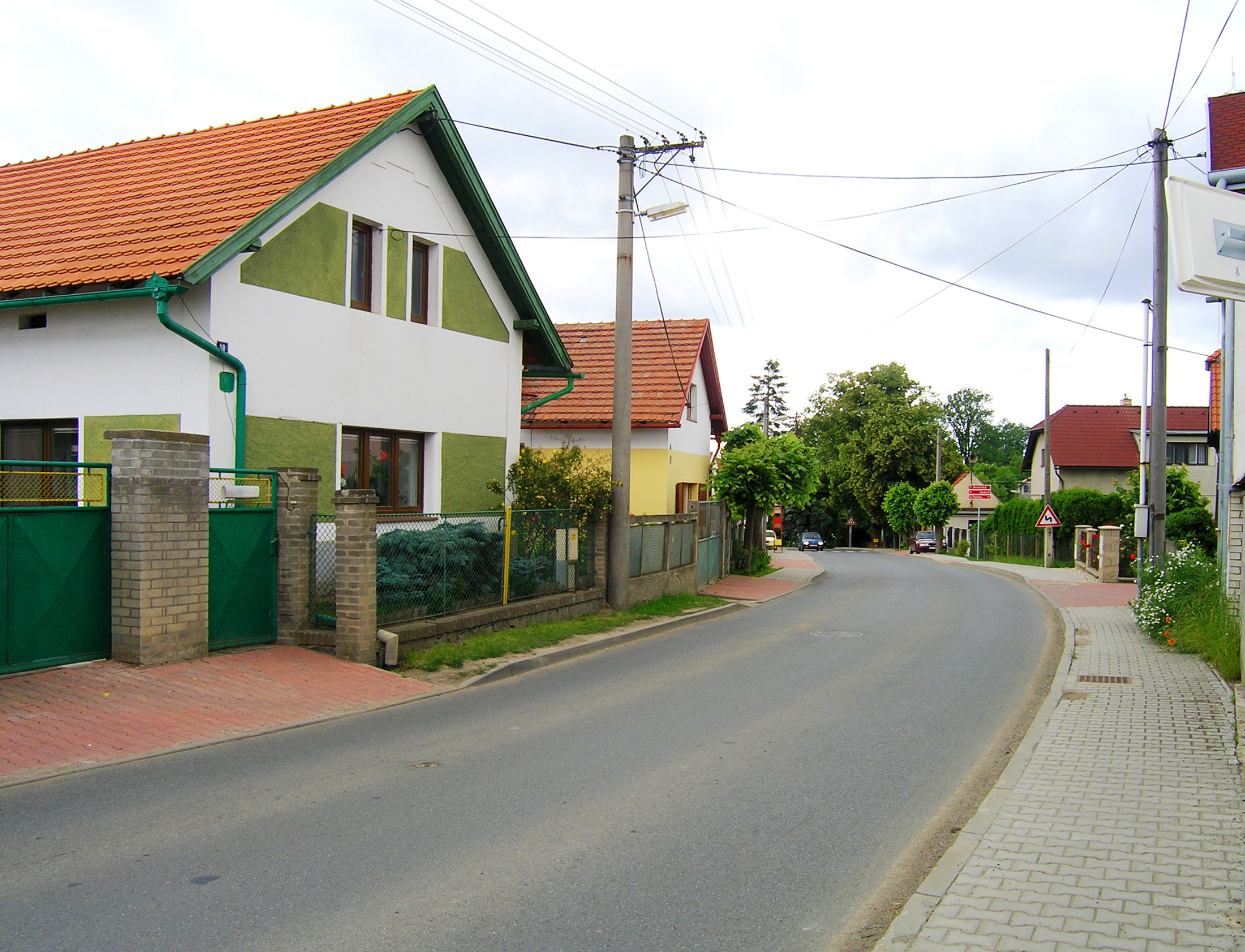
Střed Zdiměřic
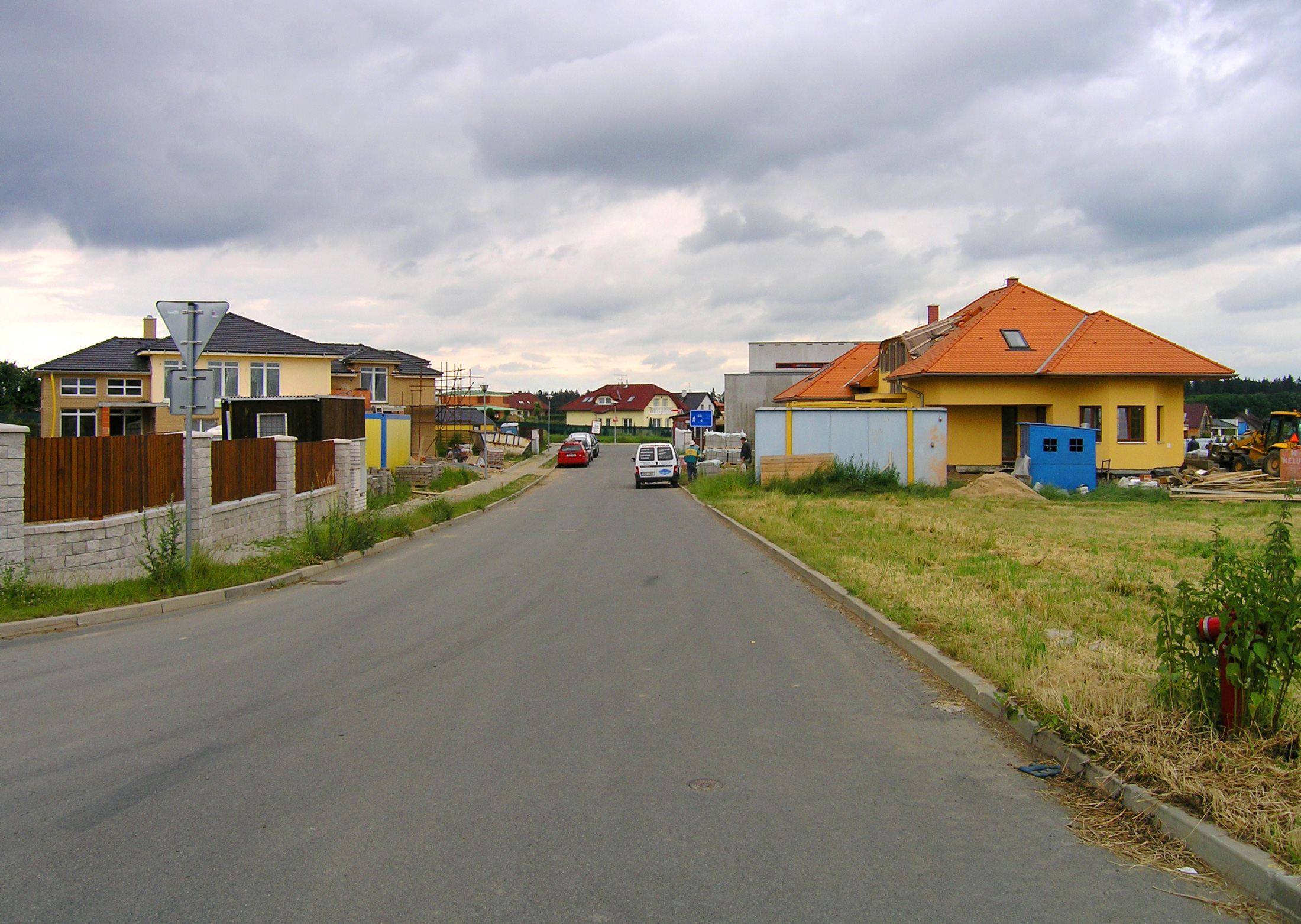
Výstavba (rok 2008) na jihovýchodě
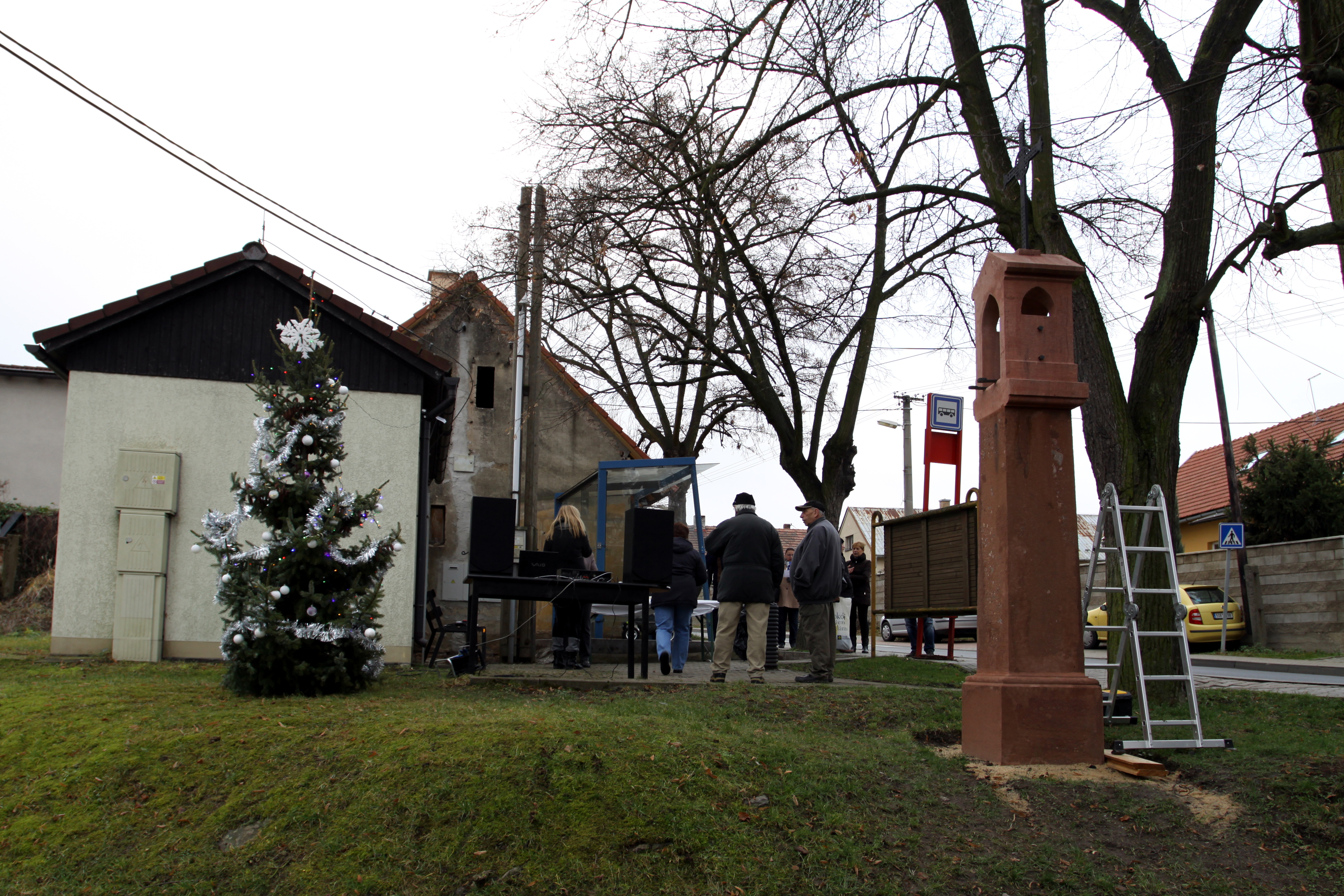
Zvonička na návsi
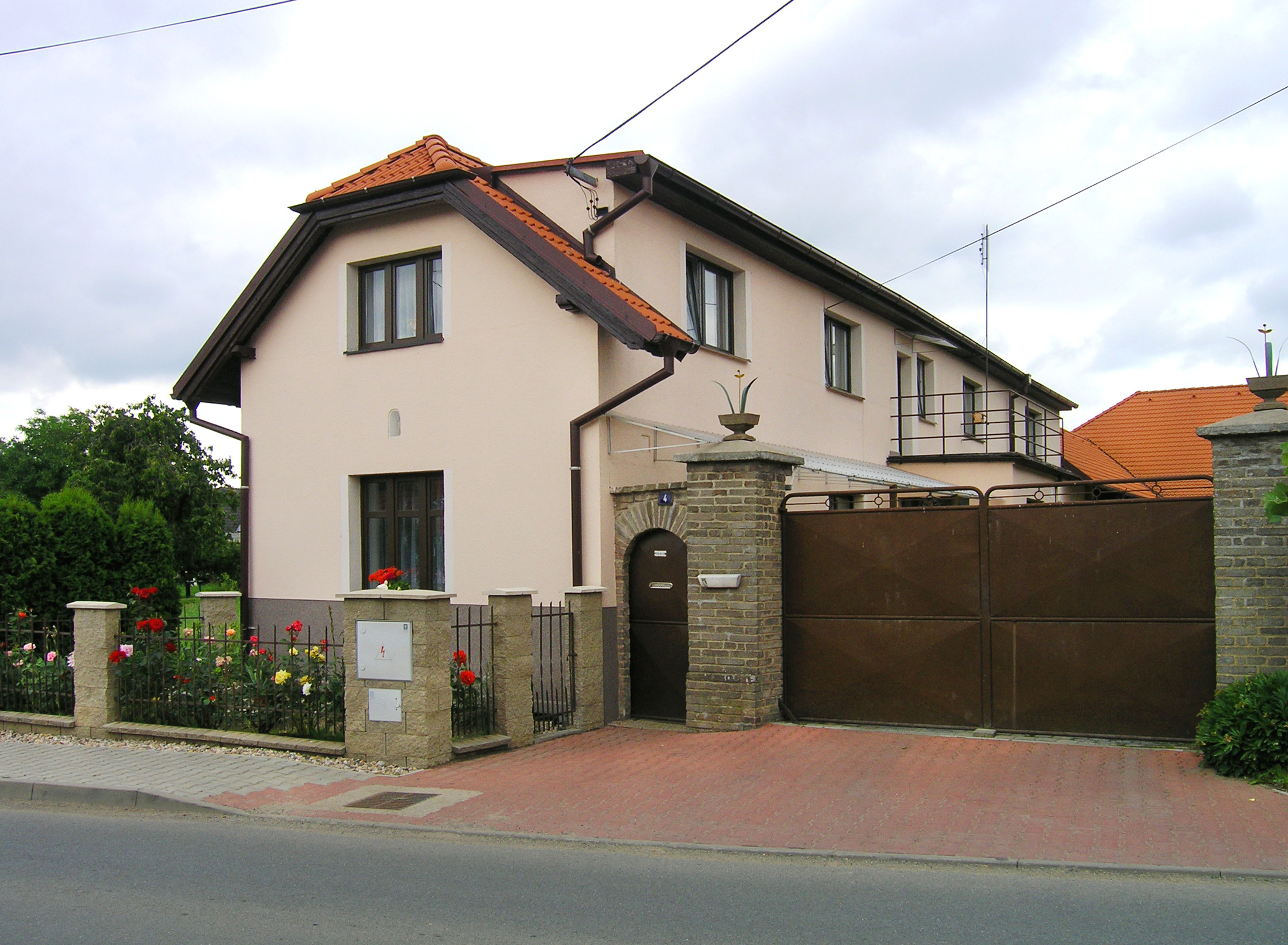
Dům čp. 4